# 静岡県立韮山高等学校
静岡県立韮山高等学校（しずおかけんりつ　にらやまこうとうがっこう）は、静岡県伊豆の国市にある県立高等学校。略称は「韮高」（にらこう）。

## 概要
同校は1873年（明治6年）、韮山代官所の代官で江戸幕府砲術師範であった第36代江川太郎左衛門こと江川坦庵の高弟で足柄県令であった柏木忠俊が、小学校教員育成のため、足柄県韮山支庁（現伊豆の国市江川邸内）に仮研究所が開設し、近隣の本立寺で授業法を伝授したことを起源とする。1895年に旧制中学、1948年に新制高校となった。現在は普通科と理数科が設置されている。校訓は学祖江川坦庵の座右の銘である「忍」。また、同校では「韮高」とともに「龍城」という名前がしばしば用いられる。県下最古の公立高校であり、日本の高等学校設立年表によると、現存する高等学校としては全国で23番目に古い。

## 沿革
- 1872年 - 文部省が学制を頒布
- 1873年 - 足柄県令柏木忠俊が韮山支庁（江川邸内）下に仮研究所を開設し、小学校授業法を伝習させる
- 1874年 - 韮山城跡に校舎が完成し、韮山講習所対岳学校とする
- 1876年 - 足柄県を廃止し、伊豆国は静岡県に編入され、韮山師範分校と改称
- 1877年 - 韮山変則中学校と改称し、中学、師範の両科を置く
- 1878年 - 韮山中学校と改称し、更に県立韮山中学校となる
- 1882年 - 町村立中学伊豆学校と改称
- 1884年 - 県立豆陽学校と改称し、旧豆陽学校を分教場とする
- 1886年 - 町村立伊豆学校と改称
- 1887年 - 私立伊豆学校と改称
- 1895年 - 静岡県尋常中学校韮山分校となる
- 1896年 - 静岡県韮山尋常中学校と改称
- 1898年 - 静岡県立韮山尋常中学校となる
- 1899年 - 静岡県韮山中学校と改称
- 1901年 - 静岡県立韮山中学校と改称
- 1925年 - 校歌制定
- 1948年 - 静岡県立韮山高等学校となる
- 1970年 - 理数科設置
- 1978年 - 有慶館竣工
- 1990年 - 旧教室棟解体
- 1991年 - 新教室棟竣工
- 1992年 - 木彫レリーフ『生命』・『生涯』（下山昇作）除幕式挙行
- 1993年 - ブロンズ像『富士に対す』（堤直美作）除幕式挙行、美術展『龍城山下の芸術家たち』を三島市佐野美術館において開催、新校舎落成記念式典挙行
- 1996年 - プール（50m×8レーン）、プール付属棟完成
- 2005年 - 旧講堂解体、夜間照明施設（グラウンド）竣工
- 2006年 - 新講堂『志龍講堂』竣工

## 学校行事
- 龍城祭 - 芸能祭・文化祭・体育祭・後夜祭を3日間行う。以前、芸能祭は三島市のゆうゆうホールや伊豆の国市のアクシスかつらぎで行われていたが、2006年に新講堂が落成したので2006年度より外部施設での開催はなくなった。

## 部活動
部室棟は2階建で東西に1棟ずつある他、部によっては独自に施設を持つ場合がある。部活動は文武両道をモットーとしているため、生徒全員が部活動に所属している。
硬式野球部は過去2回甲子園に出場している。1950年春（第22回）では全国制覇を達成した。1995年夏（第77回）では、3回戦で秋田県代表の金足農業高校に敗れた。
バレーボール部は1948年にインターハイ3連覇、国体4連覇の実績がある。

## 出身者

### 政治・行政
- 日吉雄太（前衆議院議員、元有限責任監査法人トーマツシニアマネージャー）
- 小池政就（元衆議院議員）
- 菊地董（元衆議院議員）
- 加藤定吉（元衆議院議員）
- 久保田豊（元衆議院議員、元韮山村長）
- 小松勇次（元衆議院議員、元熱海市長）
- 望月良和（元静岡県伊豆の国市長）
- 小野登志子（前静岡県伊豆の国市長）
- 山下正行（静岡県伊豆の国市長、元農林水産省食糧産業局長、元農林水産政策研究所長）
- 菊地豊（静岡県伊豆市長）
- 豊岡武士（静岡県三島市長）
- 松木正一郎（静岡県下田市長）
- 仁科喜世志（静岡県函南町長）
- 矢田七太郎（外交官、駐スイス公使。東亜同文書院大学学長）
- 柴順三郎（元静岡県副知事）
- 小川誠（元厚生労働省職業安定局長）
- 土屋知省（国土交通省近畿運輸局長）
- 渡邊国佳[1]（警察庁刑事局長）
- 星屋和彦（国税庁次長）

### 経済
- 岡野喜太郎（スルガ銀行創業者、沼津市名誉市民）
- 佐野隆一（鉄興社創業者、佐野美術館設立者）
- 志太勤（シダックス創業者）
- 亀山千広（BSフジ代表取締役社長、元フジテレビジョン代表取締役社長）
- 松井忠三（元良品計画代表取締役社長、りそなホールディングス取締役指名委員会委員長）
- 市来広一郎（町おこし仕掛け人、地域づくりアドバイザー、「熱海V字回復の立役者」）

### 学問
- 杉原泰雄（憲法学者、一橋大学名誉教授）
- 杉原高嶺（国際法学者、京都大学名誉教授）
- 稲葉馨（行政法学者、東北大学名誉教授）
- 尾﨑由紀子（工学者、九州大学教授）
- 中山俊秀（言語学者、東京外国語大学副学長 ）
- 仲田正之（歴史学者、江川坦庵研究者）
- 伊東千尋（工学者、和歌山大学学長）
- 田中哲朗（情報工学者、GPS将棋開発者、東京大学情報基盤センター准教授）
- 池谷和信（人類学者、国立民族学博物館人類文明誌研究部教授）
- 松崎寿（経済学者、大阪商科大学元教授）
- 水崎基一（経済学者、浅野綜合中学校初代校長）
- 足立文太郎（解剖学者）
- 奈倉次郎（英文学者）

### 文化・芸能
- 高杉一郎（作家）
- 小出正吾（作家）
- 神崎京介（作家）
- 川本耕次（編集者）
- 石寒太（俳人）
- 澤田政廣（彫刻家）
- 近藤浩一路（水墨画家、漫画家）
- 鈴木丘（芸術家）
- 佐野丹丘（書道家、僧侶）
- 丹羽廉芳（僧侶）
- 木村恵吾（映画監督）
- 10代目春風亭傳枝（落語家）
- 穂積隆信（俳優）
- 藤崎成益（俳優、声優）
- 大塚良重（女優）
- 亀山千広（フジテレビジョン代表取締役社長、フジ・メディア・ホールディングス取締役）
- 石丸彰彦（TBSテレビのテレビドラマプロデューサー）
- 伊藤圭介（フリーアナウンサー、元静岡放送アナウンサー）
- 遠藤行洋（フリーアナウンサー）
- 望月豊（NHKアナウンサー）
- 伊藤多賀之（シンガーソングライター、ブリーフ&トランクスのメンバー）
- 細根誠（シンガーソングライター、フラワーデザイナー、フローリスト、ブリーフ&トランクスのメンバー）
- エリックまたひら（タレント）

### スポーツ
- 堀井哲也（元社会人野球選手、現慶應義塾大学野球部監督）
- 東泉東二（元プロ野球選手）
- 工藤祐二朗（プロ野球選手）
- 近藤秀一（元陸上競技選手）
- 日吉克実（元陸上競技選手）
- 前迫雅人（サッカー指導者）